# Polypedilum okueima
Polypedilum okueima är en tvåvingeart som beskrevs av Bidawid 1996. Polypedilum okueima ingår i släktet Polypedilum och familjen fjädermyggor. Inga underarter finns listade i Catalogue of Life.